# Przesyłka (film)
Przesyłka – amerykański thriller z 1989 roku.

## Główne role
- Gene Hackman - Sierżant Johnny Gallagher
- Joanna Cassidy - Eileen Gallagher
- Tommy Lee Jones - Thomas Boyette
- John Heard - Pułkownik Glen Whitacre
- Dennis Franz - Porucznik Milan Delich
- Pam Grier - Ruth Butler
- Kevin Crowley - Walter Henke
- Ron Dean - Karl Richards
- Chelcie Ross - Generał Hopkins
- Joe Greco - Generał Carlson

## Fabuła
Berlin, zimna wojna zbliża się ku końcowi. Sierżant armii USA Johnny Gallagher ma za zadanie eskortować zbuntowanego żołnierza, który ma być sądzony w USA. Po wylądowaniu w Waszyngtonie jednak Boyette znika. Gallagher rusza za nim w pościg. Odkrywa, że za jego zniknięciem stoi kilku wojskowych, którym zależy na trwaniu zimnej wojny.